# Elecciones legislativas de Ecuador de 1920
Las elecciones legislativas de Ecuador de 1920 se celebraron ese año para renovar a la Cámara de Diputados y del Senado de Ecuador. 
Se eligieron 83 legisladores, necesitando 42 votos para mayoría del Congreso en pleno. 
Acorde a la normativa de la época, los legisladores eran electos por nominación libre de los electores, sin auspicio partidista o limitaciones por provincia, por lo que en ocasiones un legislador era electo por varias provincias o para ambas cámaras. 

## Senadores
30 Senadores, 16 votos para mayoría de la Cámara del Senado.
| Provincia  | Senador                           |
| ---------- | --------------------------------- |
| Carchi     | Enrique Bustamante Lopez          |
| Carchi     | José Julián Andrade Gonzalez      |
| Imbabura   | Víctor Manuel Peñaherrera Espinel |
| Imbabura   | Rafael Gómez de la Torre Najera   |
| Pichincha  | Enrique Gangotena Jijon           |
| Pichincha  | Leopoldo Seminario Salvador       |
| León       | Angel M. Subia Urbina             |
| León       | Nicanor Hidalgo                   |
| Tungurahua | Augusto L. Naranjo Iturralde      |
| Tungurahua | Temístocles Terán Alvarez         |
| Chimborazo | David Betancourt                  |
| Chimborazo | José Ricardo Dávalos Larrea       |
| Bolívar    | Benjamín A. Terán Sanchez         |
| Bolívar    | Alberto Donoso Cobo               |
| Cañar      | Enrique Baquerizo Moreno          |
| Cañar      | Abelardo J. Andrade Andrade       |
| Azuay      | Ariolfo Carrasco Tamariz          |
| Azuay      | Honorio Vega Larrea               |
| Loja       | Manuel B. Cueva García            |
| Loja       | Reinaldo Samaniego Carrion        |
| El Oro     | Francisco Ochoa Ortiz             |
| El Oro     | Manuel A. González                |
| Guayas     | Luis Orrantia Cornejo             |
| Guayas     | José Eleodoro Avilés y Zerda      |
| Los Ríos   | Octavio G. Icaza Garcia           |
| Los Ríos   | Alberto Guerrero Martínez         |
| Manabí     | Juan Chavez Meza                  |
| Manabí     | Eduardo Blanco Acevedo            |
| Esmeraldas | Pedro Concha Torres               |
| Esmeraldas | Roque Cortes Ramos                |

## Diputados
53 diputados, 27 votos para mayoría de la Cámara de Diputados.
| Provincia  | Diputado                     |
| ---------- | ---------------------------- |
| Carchi     | Celín Arellano Patiño        |
| Carchi     | Modesto R. Grijalva Guerron  |
| Imbabura   | Remigio Garcés de la Torre   |
| Imbabura   | Augusto N. Recalde           |
| Imbabura   | Pedro Manuel Rosales Felix   |
| Pichincha  | Ricardo Garzón Arregui       |
| Pichincha  | Carlos Tobar y Borgoño       |
| Pichincha  | Modesto Larrea Jijón         |
| Pichincha  | Carlos A. Miño Grijalva      |
| Pichincha  | Carlos A. Bermeo             |
| Pichincha  | Luis Francisco Veloz Jurado  |
| León       | Pompeyo Hidalgo              |
| León       | Ignacio L. Vasconez Alvarez  |
| León       | Alejandro Maldonado Toledo   |
| Tungurahua | Ernesto Chacón Quirola       |
| Tungurahua | Pedro A. Sanchez             |
| Tungurahua | Alfonso R. Troya Correa      |
| Chimborazo | Carlos Zambrano Orejuela     |
| Chimborazo | Carlos Moreano Moncayo       |
| Chimborazo | Pablo N. Roldán Valladolid   |
| Chimborazo | César Valdivieso Chiriboga   |
| Bolívar    | Julio del Salto              |
| Bolívar    | Gustavo Lemos Ramirez        |
| Cañar      | Vicente Cuesta Vintimilla    |
| Cañar      | Luis Heredia Crespo          |
| Cañar      | Eliseo Alberto Cabrera Rodas |
| Azuay      | Alfonso Cuesta Cuesta        |
| Azuay      | Alfonso Malo Rodriguez       |
| Azuay      | Luis Carlos Jaramillo Leon   |
| Azuay      | Aurelio Bayas Argudo         |
| Azuay      | Miguel Cordero Dávila        |
| Loja       | Enrique Aguirre Barno        |
| Loja       | Clodoveo Jaramillo Alvarado  |
| Loja       | Luis Arias Vargas            |
| Loja       | Manuel Aguirre J.            |
| El Oro     | Lautaro Castillo Ramirez     |
| El Oro     | David Rodas Cuervo           |
| Guayas     | J. Gabriel Pino Roca         |
| Guayas     | Luis Vernaza Lazarte         |
| Guayas     | Agustín A. Freire Ycaza      |
| Guayas     | Juan de Dios Martínez Mera   |
| Guayas     | Adolfo Hidalgo Nevárez       |
| Guayas     | José Joaquin Icaza Noboa     |
| Los Ríos   | Agustin Burgos C.            |
| Los Ríos   | Primitivo Yela Montalván     |
| Los Ríos   | Lautaro Aspiazu Carbo        |
| Manabí     | Nestor E. Ledesma Velez      |
| Manabí     | Cesar D. Andrade Lopez       |
| Manabí     | Raul Dueñas Giler            |
| Manabí     | Cornelio Saenz Vera          |
| Manabí     | Armando Espinel Mendoza      |
| Esmeraldas | Carlos Alberto Gastelú       |
| Esmeraldas | Carlos Puig Verdaguer        |

Fuente: